# Îlets aux Chiens
Îlets aux Chiens är fem små öar i Martinique. De ligger i den sydöstra delen av Martinique, 30 km sydost om huvudstaden Fort-de-France.